# 小野佐世男

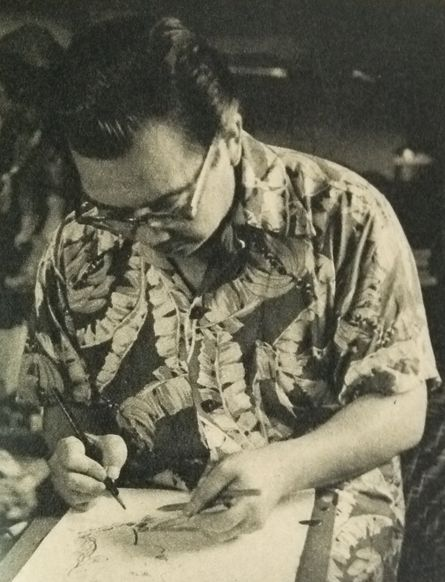
1953年

小野 佐世男（おの させお、1905年2月6日 - 1954年2月1日）は、日本の漫画家、画家、随筆家、小説家。神奈川県横浜市出身。漫画評論家の小野耕世は長男。

## 経歴
1905年（明治38年）2月6日、父・小野鉄吉、母・銀子の長男として横浜に生まれる。名前の佐世男は当時日本最西端の駅であった佐世保駅に由来する。なお鉄吉は和歌山の建設会社西本組の社員で、鉄道施設の仕事を請け負う建築家であった。1910年（明治43年）、鉄吉が西本組東京事務所所長となり、東京赤坂に移る。1912年（明治45年・大正元年）、檜町小学校（現港区立赤坂小学校）に入学。フランス映画『ジゴマ』に夢中になり、小学校2、3年生の頃には六本木にあった活動小屋に通うなど映画ファンとなる。1918年（大正7年）、私立赤坂中学校（現日本大学第三高等学校）に入学。
1925年（大正14年）、東京美術学校（現東京藝術大学）西洋画科に入学。1926年（大正15年・昭和元年）、父・鉄吉逝去（享年44）。この頃より『佐世男漫画日記』を断続的に描く（1941年頃まで続く）。伊藤熹朔と千田是也の率いる人形座に加わり、人形やポスター制作に携わり、第1回公演では人形遣いの一員として参加。1927年（昭和2年）、日本漫画家連盟に入会。西本組のトレード・マークのデザイン公募に佐世男の案が採用される。
1929年（昭和4年）『東京パック』に寄稿を始める（1941年の休刊まで続く）。1930年（昭和5年）、報知新聞社『日曜報知』に漫画を発表（1937年まで続く）。1938年（昭和13年）、松本寧子と結婚。1939年（昭和14年）、母・銀子逝去。長男・耕世生まれる。1941年（昭和16年）、陸軍報道班員として、台湾、インドネシアに行く。
1942年（昭和17年）、ジャワで横山隆一とともに宣伝用壁画や漫画、コラムなどを数多く執筆。1944年（昭和19年）、ジャワの啓民文化指導所で初めての個展を開催。1945年（昭和20年）、『小野佐世男 ジャワ従軍画譜』（ジャワ新聞社）刊行。第二次世界大戦終戦後は捕虜生活を送る。
1946年（昭和21年）、日本に帰国。『スタイル』8月号を皮切りに、各雑誌に寄稿。1951年（昭和26年）、二科展に出品。1952年（昭和27年）、新聞連載小説の挿絵を担当（永井龍男『外燈』、岩崎栄『孤島の女王アナタハン物語』）。1954年（昭和29年）2月1日、来日したマリリン・モンローの漫画ルポを書くために出会う予定が、心臓発作により急死。48歳没。

## 展覧会など
- 2009年2月14日 - 3月15日「小野佐世男展」（漫画資料室ＭＯＲＩ）[7]
- 2011年10月1日 - 11月26日「小野佐世男展 ― 小野の旦那が帰ってきた！」（若山美術館）[8]
- 2012年10月20日 - 2013年1月14日「小野佐世男 ― モガ・オン・パレード」展（川崎市岡本太郎美術館）[9]
- 2013年10月31日 - 2014年2月11日「小野佐世男展 ～モダンガール・南方美人・自転車娘～」（京都国際マンガミュージアム）[10]
- 2018年5月7日 - 10日、インドネシアの中央ジャカルタで日本軍政期のプロパガンダポスター展示の企画展開催。佐世男の作品も展示された[11]。

## 主な発表媒体
- 東京パック（東京パック社）
- 日曜報知（報知新聞社）
- スタイル（スタイル社）
- バクショー（爆笑社）
- 漫画（漫画社）
- ジャワ・バルー(Djawa Baroe)（ジャワ新聞社）
- VAN（イヴニング・スター社）
- 讀物と漫画（大阪新聞社）
- 讀物クラブ（新世紀社）
- 財界ジープ（ジープ社）
- 同盟ニュース漫画版（同盟ニュース社）
- サンデー毎日（毎日新聞社）
- 笑の泉（白鷗社）
- 月刊子供マンガ（子供マンガ新聞社）
- こどもマンガタイムズ（出版通信社）
- 宣伝用ポスター（日立製作所、片倉工業、合同酒精）
- 映画ポスター（新東宝、大映）

## 人物

### 佐世男空談
小野佐世男は話術が巧みで、とりわけ滑稽なほら話の名手として知られ、「佐世男空談」と呼ばれた。
- 地方取材中フグ中毒にかかり、地元の人が治療と称し、砂浜に穴を掘って首から下を埋め、どこかへ行ってしまった。するとタコが現れて小野の口を吸い、毒を吸い出してくれたので、一命をとりとめた[13]。
- ジャワの魚は木に登る。それだけでなく、こちらへ向かってウインクをする[13]。

### マリリン・モンローが会えなかった男
1954年2月1日、マリリン・モンロー、ジョー・ディマジオが新婚旅行で来日した際、小野佐世男は『サンデー毎日』の企画で帝国ホテルでインタビューし絵を描く予定であったが、到着の飛行機が遅れ、また空港に歓迎陣があふれていたため、時間つぶしに日劇ビル5階の日劇ミュージックホールに向かった。ビルのエレベーターが故障していたためか、なかなか来ないので、しびれを切らして階段を登って行く途中、胸痛で倒れた。神田駿河台日大病院に運ばれたものの死去。

## 著書
- 『小野佐世男 ジャワ従軍画譜』ジャワ新聞社、1945年（龍溪書舎より2012年に復刻刊行[15]）
- 『女体戯語』東和社、1953年、国立国会図書館書誌ID:000000899049
- 『猿々合戦』要書房、1953年、国立国会図書館書誌ID:000000903083
- 『美神の絵本』四季社、1954年、国立国会図書館書誌ID:000000922624
- 『女・ところどころ』文陽社、初版出版年不明（2版は1956年）、国立国会図書館書誌ID:000000946246